# Clorato de zinc
Clorato de cinc (Zn(ClO3)2) es un compuesto químico inorgánico que actúa como agente oxidante.

## Usos
Se usa como catalizador de reacciones orgánicas y en la fabricación de adhesivos, colorantes y explosivos.

## Reactividad
Forma mezclas inflamables con materiales combustibles; estas mezclas pueden ser explosivas si el material combustible está finamente dividido. 
En contacto con ácido sulfúrico concentrado puede causar incendios o explosiones. También es potencialmente explosivo al mezclarse con sales amónicas, metales en polvo, carbón, silicio, azufre o sulfuros. Por ejemplo, al combinarse con aluminio finamente dividido puede explotar por calentamiento, percusión o fricción.
Al calentarlo con un ácido orgánico diprótico húmedo libera óxido de cloro y dióxido de carbono.

## Riesgos
Es muy oxidante por lo que reacciona explosivamente con hidrocarburos y otros combustibles (madera, papel, gasolina, tejidos). Puede explotar al calentarse. Reaviva el fuego de una sustancia que arde. 
Una persona expuesta intensivamente al clorato de cinc puede desarrollar enfermedades respiratorias.
Los trabajadores que están en contacto con cinc en el lugar de trabajo sufren la llamada gripe del metal, una reacción de hipersensibilidad que desaparece en pocos días.